# Турова, Ирина Иосифовна
Ирина Иосифовна Турова (урождённая Славина; род. 10 августа 1979, Гомель) — российская шахматистка, гроссмейстер (2001) среди женщин и международный мастер среди мужчин (2004).
Участница трёх чемпионатов мира ФИДЕ (2004—2010). Многократная Чемпионка России среди девушек. Чемпионка России среди женщин 2003 года. 

## Биография
Окончила Санкт-Петербургский государственный университет по специальности «экономика и финансы». Тренером Туровой был её отец — Иосиф Лазаревич Славин (1954—2017), шахматный тренер и теоретик, автор учебников по шахматам, чемпион Белорусской ССР среди юношей (1970). Мать — Галина Николаевна Славина (урождённая Ожигина), шахматистка, тренер-преподаватель ДЮСШ № 5 в Архангельске.

## Семья
- Муж — гроссмейстер Максим Туров.

## Изменения рейтинга
| Графики недоступны из-за технических проблем. См. информацию на Фабрикаторе и на mediawiki.org. |